# Марк Лоллій Паулін Децим Валерій Азіатік Сатурнін
Марк Лоллій Пауллін Децим Валерій Азіатік Сатурнін (лат. Marcus Lollius Paullinus Decimus Valerius Asiaticus Saturninus, 60 — після 125) — політичний діяч Римської імперії. консул-суффект 94 року, консул 125 року. Був другом та товаришем імператорів Траяна й Адріана.

## Життєпис
Походив з роду Валеріїв з Нарбонської Галлії. Син Децима Валерія Азіатіка, легат—пропретора Белгіки у 69 році та Галерії Вітеллії, дочки імператора Авла Вітеллія та Галерії Фундани. При народженні отримав ім'я Децим. На честь своєї бабці Лоллії Пауліни додав до свого імені її номени. З 81 року став членом колегій саліїв та понтифіків. У 82 році обіймав посаду монетарія. У 85 році призначено квестором, а у 90 році обіймав посаду претора.
У 94 році Децим Валерій став консулом-суффектом разом з Гаєм Анцієм Авлом Юлієм Квадратом. У 101 році Азіатік був присутній у сенат при розгляді справи Юлія Басса, звинуваченого у здирництві в провінції. Підтримав більш м'який варіант обвинувального вироку та вніс пропозицію притягнути до суду Феофана (обвинувача Басса) за аналогічні порушення. Мав репутацію справедливої і твердої людини.
У 107—108 роках як проконсул керував провінцією Азія. У 125 р. обрано ординарним консулом разом з Луцієм Епідієм Тіцієм Аквіліаном. Після своєї каденції обіймав посаду префекта Риму.

## Родина
Дружина — Фабулла Азіатіка
Діти:
- Децим Валерій Тавр Азіатік Катулл Мессалін, член колегії арвальських братів з 105 року.